# Euseius beninensis
Euseius beninensis är en spindeldjursart som beskrevs av Moraes och D. McMurtry 1989. Euseius beninensis ingår i släktet Euseius och familjen Phytoseiidae. Inga underarter finns listade i Catalogue of Life.